# Kvarnsjön (Gryts socken, Södermanland, 656016-156567)
Kvarnsjön är en sjö i Gnesta kommun i Södermanland och ingår i Trosaåns huvudavrinningsområde. Sjön är 3,8 meter djup, har en yta på 0,934 kvadratkilometer och är belägen 58,2 meter över havet. Sjön avvattnas av vattendraget Trosaån (Sättraån). Vid provfiske har bland annat abborre, gers, gädda och mört fångats i sjön.

## Delavrinningsområde
Kvarnsjön ingår i det delavrinningsområde (656087-156605) som SMHI kallar för Utloppet av Kvarnsjön. Medelhöjden är 64 meter över havet och ytan är 4,94 kvadratkilometer. Räknas de 8 avrinningsområdena uppströms in blir den ackumulerade arean 15,08 kvadratkilometer. Avrinningsområdets utflöde Trosaån (Sättraån) mynnar i havet. Avrinningsområdet består mestadels av skog (75 procent). Avrinningsområdet har 1,01 kvadratkilometer vattenytor vilket ger det en sjöprocent på 20,5 procent.

## Fisk
Vid provfiske har följande fisk fångats i sjön:
- Abborre
- Gärs
- Gädda
- Mört
- Sarv